# Abu Dhabi Investment Council
El Abu Dhabi Investment Council (Comité de inversiones de Abu Dhabi) es el brazo inversor del Gobierno de Abu Dhabi. Inició sus operaciones en abril de 2007 y es responsable de invertir parte del excedente de recursos económicos del gobierno mediante una estrategia de inversión diversificada globalmente.

## Historia
El Abu Dhabi Investment Council se segregó del Abu Dhabi Investment Authority (ADIA) en 2007 y pasó a controlar todas las sucursales de ADIA, entre las cuales se incluyen el Abu Dhabi Commercial Bank, National Bank of Abu Dhabi y Abu Dhabi Investment Company (Invest AD). Desde otoño de 2013 el Comité tiene su sede social en las Torres Al Bahr.